# Little Witch Nobeta
『Little Witch Nobeta』（日本語: リトルウィッチノベタ、繁体字中国語: 小魔女諾貝塔）は、台湾のPupuya Gamesと希萌創意（Simon Creative）が共同開発し、傑仕登股份有限公司（JUSTDAN INTERNATIONAL）より販売されるゲームソフト。2020年6月24日にSteamでWindows用体験版（早期アクセス版）がリリースされた。コンソール機（Nintendo Switch / PlayStation 4）向けも含めた正式製品版は2022年9月29日に発売予定。
本作は、魔法少女のノベタが古城を探索し、接近戦や水・火・雷といった元素魔法による遠隔攻撃を駆使しながら敵を倒していく3Dアクションシューティングゲームである。本作は『DARK SOULS』のオマージュを謳っており、剣や魔力、ドッジロール（回避アクション）など同作に類似したゲーム性を持つ。このことから、「ロリダクソ」や「ロリダークソウル（英語: Loli Dark Souls）」と呼ばれる場合があり、公式Twitterアカウントでも「ロリダークソウル」というハッシュタグが一部で使われている。

## 開発の経緯
Pupuyaでは2017年6月から単独での開発に着手し、体験版を通じてフィードバックを重ねていた。その後、台湾で高捷少女や食用系少女などを生み出した希萌創意との共同制作に移行。希萌はキャラクターデザインや、ゲーム音楽、予告編ムービー制作、世界観構築、翻訳サポート、社外折衝などの業務を一手に担った。「ノベタ」のネーミングは外国の新生児命名ウェブサイトを参考にした。音楽は希萌創意の作品で常連となっている3R2やOli Janが担当した。
2020年6月24日、Steamでダウンロード版の販売が開始されたが、この時点ではアーリーアクセスとして完全版ではなく、後日パッチの追加を予定している。
2020年6月29日、グローバルセールスは1週目で5万本を達成したが、過半数は日本での売上だった。発売50日でセールスは15万本を超え、8月19日に売り上げ15万本突破記念トレイラーが公開された。

## キャラクター

### 主人公・ガイド役
ノベタ/リトルウィッチノノタ
声 - 小原好美
本作の主人公。自らの出生の秘密を探るべく、冒険に臨む。
自分の帽子を気に入っている一方、物事を覚えることが苦手。
その正体は大魔法使いノベタの肉体に宿された生魂。玉座に囚われた本当のノベタに肉体を返すべく生み出された生魂であった。ゲーム開始からゲーム後半までは彼女を操作する。
消えたくないという切実な願いから彼女はノベタと対峙する。敗れた彼女はノベタの恩情で生魂を黒猫の肉体に移され事無きを得る。黒猫の尻尾にターニアに託されたリボンを結び付け、ノベタと共に旅立つ。
大魔法使いノベタ
声 - 小原好美
玉座に封じられているノベタの肉体の本来の持ち主。ノノタが現実世界の玉座に着いた後、精神世界の玉座を目指し行動に移る。
ゲーム最終盤では彼女を操作する。外見上に変化が無いが、彼女に操作が変わるとモーションや台詞が変化する。
消滅を恐れたノノタと交戦し勝利を収め、肉体を取り戻す。これまでの旅で多くのものを得たノノタを讃え、亡くなった黒猫の肉体に彼女の生魂を移した。その後は二人一緒に何処かへ旅立っていった。
黒猫/黒猫ちゃん
声 - 小原好美
人語を解す謎の黒猫で、ノベタを「王座」に案内する。
ノベタを玉座まで案内するが、道中でノベタを救うべく力を行使したのが仇となり玉座に座ったのを見届けた後に亡くなる。
その正体は大魔法使いノベタの使い魔。ノベタに肉体を返すべく、肉体に宿ったノノタを導いていた。

### 生魂人形・ボス
謎のゴーストアーマー
声 - 西村俊樹・吉水孝宏（咆哮）
最初のボスキャラクター。
怒りのゴーストアーマー
声 - 今川柊稀・五味洸一（咆哮）
隠しステージのボスキャラクター。
ターニア
声 - 尾丸ポルカ
ゲーム中のボスの1人である「リボン好きの生魂人形」。
モニカ
声 - 白上フブキ
ゲーム中のボスの1人である「ぬいぐるみを抱く生魂人形」。
ヴァネッサ
声 - 白銀ノエル
ゲーム中のボスの1人である「玉座に座る生魂人形」
ノノタ
声 - 小原好美
「迷える生魂」。本作のラストボス。ノベタ操作時の魔法をさらに強化したものを繰り出してくる。2戦目にはこれまで吸収した生魂（ゴーストアーマー・ターニア・モニカ）の技を織り交ぜてくる。

### 生魂（せいこん/クラフトソウル）
噛み切り生魂
黒い体に、白い口のある見た目。視野は非常に狭く、攻撃は近距離物理攻撃、登場地域は「オルケン神殿」「地下洞窟」「オルケン神殿地下地域」。
巨大な生魂
黒い体に、黒い手、白い目のある見た目。視野は普通程度で、HPが多く、複数種類の近距離攻撃を行う。特殊な状況では遠距離攻撃を行う。登場地域は「オルケン神殿」「地下洞窟」「オルケン神殿地下地域」「マグマ遺跡」。
術師生魂
黒い体に、黒いフード上のものをかぶり、白い目のある見た目。視野は広く、攻撃は遠距離連続魔法攻撃、登場地域は「マグマ遺跡」「オルケン神殿隠しステージ」。
浮遊生魂
黒くて丸い体に、白い目のある見た目。視野は広く、空中に浮遊しながら散弾型の魔法攻撃を行う。登場地域は「マグマ遺跡」。
アーケイン生魂
黒い体に、白い目のある見た目。視野は広く、遠距離時は砲撃、近距離時は近距離物理攻撃を行う。登場地域は「地下洞窟」「オルケン神殿地下地域」「マグマ遺跡」。
縮地噛み切り生魂
赤い体に、白い口のある見た目。視野は非常に狭く、地面に潜って攻撃を回避し、タイミングをはかって攻撃を行う。登場地域は「オルケン神殿隠しステージ」。
炎爆生魂
赤い体に、白い目のある見た目。視野は広く、遠距離では複数の火災弾による攻撃、近距離では多段噴火攻撃を行う。登場地域は「オルケン神殿隠しステージ」。
エクスプロージョン術師生魂
赤い体に、赤いフード上のものをかぶり、白い目のある見た目。視野は広く、プレーヤーの足元に魔法陣を展開して攻撃を行う。登場地域は「オルケン神殿隠しステージ」。